# Herochroma eudicheres
Herochroma eudicheres är en fjärilsart som beskrevs av Louis Beethoven Prout 1916. Herochroma eudicheres ingår i släktet Herochroma och familjen mätare. Inga underarter finns listade i Catalogue of Life.